# Escut d'Algerri

Escut oficial d'Algerri

L'escut oficial d'Algerri té el següent blasonament:
Escut caironat: de gules, un gerro d'or. Per timbre una corona de baró.

## Història
Va ser aprovat el 4 d'octubre de 1996 i publicat en el DOGC el 23 d'octubre del mateix any amb el número 2272. Correcció d'errada publicada en el DOGC el 5 de febrer de 1993 amb el número 2324
La gerra és un senyal parlant referent al nom de la localitat. La corona indica que Algerri va ser el centre d'una baronia al segle xvi.